# BUGRIGHT
『BUGRIGHT』（バグライト）は、UVERworldの2枚目のスタジオ・アルバム。2007年2月21日にgr8!recordsより発売された。

## 内容
2007年1月17日に発売予定だったが、諸般の事情があり延期されていた作品である。
タイトルは『Bug』（欠陥、間違った）と『Right』（正解、正義）を合わせて『BUGRIGHT』とした造語。「自分が信じて選んだ夢が間違っているといわれようが、正解にするのは結局その人次第。」という意味が込められている。
楽曲制作は前作『Timeless』（2006年発表）の完成直後から行い、ツアーやプロモーションの合間を縫ってのレコーディングを経て完成した。
オリコンウィークリーチャート集計1日目（店頭到着日）である火曜日は第3位、翌日の集計2日目（発売日）となる水曜日には自身初の首位を獲得するなど、好調なスタートを切った。その際、TAKUYA∞が公式サイトにて喜びのコメントを発表している。週間チャートでは、第2位を記録。1stアルバム『Timeless』の最高5位、初動売上枚数を大きく更新した。
初回生産限定盤と通常盤の2形態。初回生産限定盤はイラストジャケット、通常盤はアーティスト写真となっている。初回限定盤DVDには4thシングル「Colors of the Heart」から6thシングル「君の好きなうた」までのPVと本作の制作ドキュメンタリーおよび、同日発売となったアーティストブック『CLASS WORD』の撮影ドキュメンタリーを収録している。通常盤には初回プレスとして、前アルバムに続き特殊ラメ箔入りのスリーブケース仕様となっている（前アルバムは白を強調していたが、今作は黒となっている）。
ジャケット裏には「自分で選んだ夢を正解にするため、毎日“今日が人生最後の日”と想って、後悔のないよう突き進みたい。」というTAKUYA∞の座右の銘が書かれてある。
前作『Timeless』が、恋愛ものが多いのに対し、今作は人生や生と死をテーマにしていると、TAKUYA∞は語っている。
UVERworldのアルバムでは初となる、年間オリコンチャートTOP100位以内を達成した。
本作に収録されたシングル曲はすべてシングルバージョンである。
キャッチコピーは、『自分が信じて選んだ夢を正解にするため、毎日“今日が人生最後の日”と想って、後悔のないよう突き進みたい。（TAKUYA∞）』

## 収録内容
| 全編曲: UVERworld & 平出悟。 |                                              |                     |              |                                  |       |
| #                            | タイトル                                     | 作詞                | 作曲         |                                  | 時間  |
| 1.                           | 「ゼロの答」                                 | TAKUYA∞             | 彰           |                                  | 4:07  |
| 2.                           | 「SHAMROCK」                                 | TAKUYA∞             | TAKUYA∞      |                                  | 4:08  |
| 3.                           | 「Home 微熱39℃」                             | TAKUYA∞             | UVERworld    |                                  | 4:38  |
| 4.                           | 「〜流れ・空虚・THIS WORD〜」                | TAKUYA∞             | TAKUYA∞      |                                  | 4:40  |
| 5.                           | 「Colors of the Heart」                      | Alice ice / TAKUYA∞ | TAKUYA∞      |                                  | 3:52  |
| 6.                           | 「Live everyday as if it were the last day」 | TAKUYA∞             | TAKUYA∞      |                                  | 3:23  |
| 7.                           | 「シャルマンノウラ」                         | TAKUYA∞             | TAKUYA∞      |                                  | 4:24  |
| 8.                           | 「一人じゃないから」                         | TAKUYA∞             | TAKUYA∞      |                                  | 4:08  |
| 9.                           | 「君の好きなうた」                           | TAKUYA∞             | TAKUYA∞      | ストリングス: 弦一徹ストリングス | 4:17  |
| 10.                          | 「51%」                                      | TAKUYA∞             | TAKUYA∞      |                                  | 3:42  |
| 11.                          | 「LIFEsize」                                 | TAKUYA∞             | 彰 / TAKUYA∞ |                                  | 4:13  |
| 12.                          | 「EMPTY96」                                  | TAKUYA∞             | TAKUYA∞      |                                  | 3:33  |
| 13.                          | 「DISCORD」                                  | TAKUYA∞             | TAKUYA∞      |                                  | 4:23  |
| 14.                          | 「君の好きなうた (Acoustic Version)」        |                     |              | ストリングス: 弦一徹ストリングス | 5:02  |
| 合計時間:                    | 合計時間:                                    | 合計時間:           | 合計時間:    | 合計時間:                        | 58:30 |

| #  | タイトル                                     | 作詞 | 作曲・編曲 |
| -- | -------------------------------------------- | ---- | ---------- |
| 1. | 「Colors of the Heart」(Music Video)         |      |            |
| 2. | 「SHAMROCK」(Music Video)                    |      |            |
| 3. | 「君の好きなうた」(Music Video)              |      |            |
| 4. | 「The Road To BUGRIGHT〜documentary film〜」 |      |            |

## 楽曲・内容解説
ゼロの答
本作のリードトラック。PVが製作されている。PlayStation 2専用ソフト『無双OROCHI』のCMイメージソング。「ゼロ」とは「死」を意味し、死に対するTAKUYA∞なりの答えを導いた楽曲。PVは活動再開直後に撮られたものであり、TAKUYA∞と克哉は髪型を変更していた。克哉はデビュー当時の髪の短さに、TAKUYA∞は短髪にしている。撮影場所は栃木県の採掘現場で、特撮ヒーローの撮影が観られたと語っている。
SHAMROCK
5thシングル。フジテレビ系ドラマ・『ダンドリ。〜Dance☆Drill〜』、『ダンドリ娘』主題歌。『music.jp』CMソング。
Home 微熱39℃
メンバー皆で一から作った楽曲。TAKUYA∞曰く「調子乗ったタイトル」。冒頭の「スタートは北緯35度、東経135度」は、彼らの故郷滋賀県を発信源にしている、という意味である。
〜流れ・空虚・THIS WORD〜
『The songs for DEATH NOTE the movie 〜the Last name TRIBUTE〜』には「〜流れ・空虚・THIS WORD〜(D.N.version)」として収録されている。冒頭の掛け声「ワン、ツー」は真太郎によるもので、ライブでも同様に叫んでいる。
Colors of the Heart
4thシングル。TBS系アニメ『BLOOD+』オープニングテーマ。
Live everyday as if it were the last day
2006年秋のツアータイトル『Live everyday as though it were last.』と掛けている。TAKUYA∞の人生の座右の銘でもある。2024年現在、発表されている彼らの楽曲の中で、最も長いタイトルである。
シャルマンノウラ
タイトルは、彰がかつて住んでいたシャルマンというアパートの裏で作られた楽曲であることに由来する。
一人じゃないから
4thシングルのカップリング曲。
君の好きなうた
6thシングル。TBS『恋するハニカミ!』10〜12月テーマソング。
51%
『君の好きなうた』の歌詞に登場する主人公が、相手に想いを伝えた後のストーリーになっている。TAKUYA∞によると、歌詞は「深すぎる内容」であり、曲名の意味も「秘密」としている。「ゴジュウイチパーセント」ではなく「フィフティワンパーセント」と読む。ラップパートは、ファットピープス名義で活動していたときの楽曲『Summer Dayz』にルーツとなるリリックが登場する。
LIFEsize
完成の瞬間、TAKUYA∞と彰が抱き合って喜んだ楽曲。TAKUYA∞曰く「このアルバムのなかでこの曲が一番好き」。そのせいか、リリースからかなりの時間が経過した直近のライブでも演奏されることがある。また、曲名はUVERworldの公式サイトの名称になっている。
EMPTY96
制作当初バラードを書くつもりだったTAKUYA∞が、転じて完成させた楽曲。曲名の意味は反転して「真実のロック」。
DISCORD
「DISCORD」の和訳は「不協和音」である。学校や会社をはじめとした現代社会で生きる苦しみを背負った「不協和音」を持つ様々な人に向けた楽曲。克哉は「この曲があるからこそ、UVERworldとしての次の一歩を踏み出していける」と述べている。TAKUYA∞曰く「歌うのに苦労した」。着うたメドレーの投票にて1位を獲得した。のちにリリースとなる、9thシングル「浮世CROSSING」では、ファンによるコーラスを追加した「DISCORD〜your voices mix〜」が収録された。
君の好きなうた (Acoustic Version)
6thシングルのアコースティックバージョン。本作のボーナストラックである。

### DVD
Colors of the Heart (Music Video)
「Colors of the Heart」のPV映像。
SHAMROCK (Music Video)
「SHAMROCK」のPV映像。
君の好きなうた (Music Video)
「君の好きなうた」のPV映像。
The Road To BUGRIGHT〜documentary film〜
今アルバム『BUGRIGHT』制作の過程などを収録した映像。

## 付属品
- 三方背ケース
- 24Pスペシャルフォトブックレット

## 参加ミュージシャン
UVERworld
- TAKUYA∞：Vocal & Programming
- 克哉：Guitar
- 彰：Guitar
- 信人：Bass
- 真太郎：Drums

Additional Musician
- 弦一徹ストリングス：Strings (#9, #14)